# Gobipaardenspringmuis
De gobipaardenspringmuis (Orientallactaga bullata)  is een zoogdier uit de familie van de jerboa's (Dipodidae). De wetenschappelijke naam van de soort werd voor het eerst geldig gepubliceerd door Allen in 1925.

## Voorkomen
De soort komt voor in China en Mongolië.